# Cicindela laurae
Cicindela (Calochroa) laurae – gatunek chrząszcza z rodziny biegaczowatych, podrodziny trzyszczowatych i plemienia Cicindelini.

## Opis
Biegaczowaty ten osiąga od 12 do 16 mm długości ciała. Wielkością i wyglądem bardzo zbliżony do Cicindela tritoma. Pokrywy posiada nieco owalne w kształcie, silniej się zwężające i niespłaszczone na górnej powierzchni. Plamisty wzór na pokrywach ogólnie szerszy niż u C. tritoma, plamki barkowe nieco krótsze, ale przykrywające ramiona, plamki środkowe duże i trójkątne, a przedwierzchołkowe również duże i sięgające blisko krawędzi.

## Występowanie
Występuje w Birmie i Tajlandii.